# SH3TC2
SH3TC2‏ (SH3 domain and tetratricopeptide repeats 2) هوَ بروتين يُشَفر بواسطة جين SH3TC2 في الإنسان.